# Avenue de la Tranchée
L’avenue de la Tranchée est une voie de la commune française de Tours.

## Situation et accès
L'avenue de la Tranchée est située au nord de Tours. Elle est longue de 1000 mètres et s'étend sur un axe nord-sud, perpendiculairement à la Loire. Sa pente est légèrement inférieure à 6% . Elle relie la place de la tranchée et le pont Wilson.
Son tracé rectiligne s'inscrit au début d'une très belle perspective de 6 kilomètres surnommé l'axe majeur, constituée (du nord au sud) par l'avenue de la Tranchée, le Pont Wilson, la rue Nationale et l'avenue de Grammont.
L'avenue est plantée de marronniers rouges tout au long.

## Historique

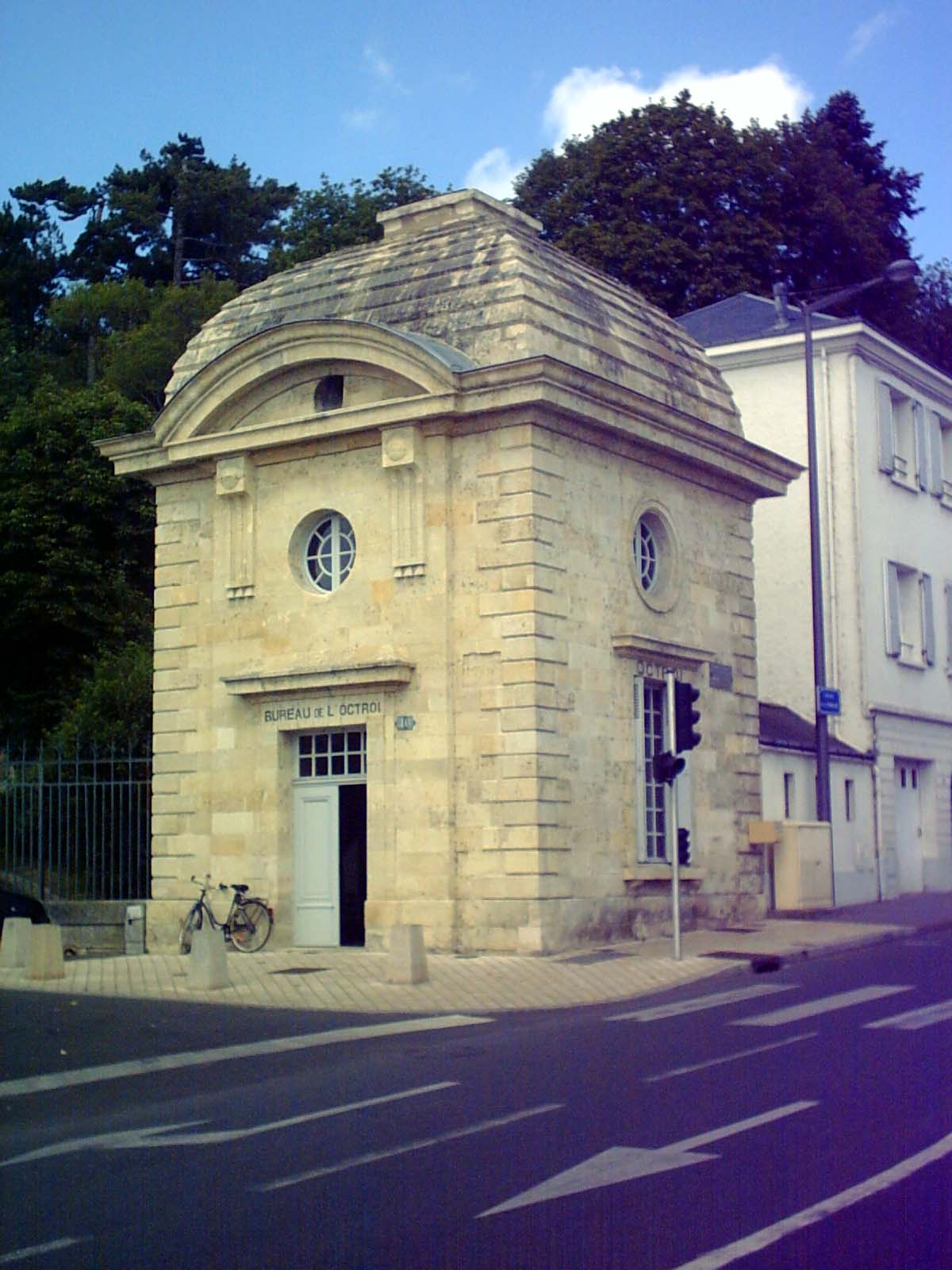
Octroi au sud de l'avenue

L'avenue de la Tranchée a été taillé dans le coteau de Saint-Symphorien (ancienne commune aujourd'hui rattachée à Tours) en 1764.
Quatre pavillons d'octroi sont construits au sud de l'avenue (avant que l'accès à la ville soit gratuit).
Jusqu'à la fin de la construction de l'autoroute A10 en 1981, l'avenue de la Tranchée est empruntée comme axe majeur reliant l'Espagne à Paris (anciennement Route Nationale 10).

### Période contemporaine
Aujourd'hui (et depuis 2008), l'avenue est composée de deux voies latérales pour stationner et circuler à vélo, de deux voies de circulation automobile, et de deux voies centrales pour les transports en commun.
Dans le bas de l'avenue, sur la place Choiseul, se situe l'institution Saint-Grégoire, un groupe scolaire privé à enseignement catholique très réputé et étant classé parmi les meilleurs de la région.
Le tracé du tramway de Tours passe depuis 2013 par l'avenue de la Tranchée (en implantation centrale) sur toute sa longueur.